# Emilio Romig
Emilio Romig (auch Emil Romig; * 19. September 1992 in Wien) ist ein österreichischer Eishockeyspieler, der seit Mai 2021 bei den Black Wings Linz in der ICE Hockey League unter Vertrag steht.

## Karriere
Romig begann beim EHC Team Wien Eishockey zu spielen und wechselte mit 16 Jahren nach Tschechien zum HC Zlín. Dort verbrachte er vier Jahre und spielte unter anderem für das österreichische Junioren-Nationalteam der U18 und U20. Im Jahr 2011 erfolgte der Wechsel nach Übersee zu den Indiana Ice in die United States Hockey League – der wichtigsten amerikanischen Juniorenliga. Ein Jahr später wechselte er zu den Corpus Christi Ice Rays und empfahl er sich höhere Aufgaben und studierte anschließend an der University of Denver, mit der er in der Saison 2016/17 die Meisterschaft gewann. Im Sommer 2017 folgte der Schritt ins Profi-Eishockey und Romig spielte ab sofort bei den Colorado Eagles in der ECHL. Im Februar 2018 holten ihn die Vienna Capitals zurück in seine Heimat.
Im Juli 2019 gab der Dornbirner EC die Verpflichtung Romig's bekannt. In zwei  Spielzeiten für die Bulldogs erzielte Romig 57 Scorerpunkte, ehe er im Mai 2021 von den Black Wings Linz verpflichtet wurde.

## Erfolge und Auszeichnungen
- 2010 Tschechischer U20-Meister mit dem HC Zlín
- 2017 NCAA Division-I-Championship mit der University of Denver

## Karrierestatistik
(Legende zur Spielerstatistik: Sp oder GP = absolvierte Spiele; T oder G = erzielte Tore; V oder A = erzielte Assists; Pkt oder Pts = erzielte Scorerpunkte; SM oder PIM = erhaltene Strafminuten; +/− = Plus/Minus-Bilanz; PP = erzielte Überzahltore; SH = erzielte Unterzahltore; GW = erzielte Siegtore; 1 Play-downs/Relegation; Kursiv: Statistik nicht vollständig)